# Comté de Winkler
Le comté de Winkler, en anglais : Winkler County, est un comté situé à l'ouest de l'État du Texas aux États-Unis. Fondé le 26 février 1887, le siège de comté est la ville de Kermit. Selon le recensement de 2020, sa population est de 7 791 habitants. Le comté a une superficie de 2 178,8 km2, dont 2 178,4 km2 en surfaces terrestres. Le comté est nommé en référence à Clinton M. Winkler, colonel de la Confédération.

## Organisation du comté
Le comté est fondé le 26 février 1887 à partir de terres du comté de Tom Green. Il est définitivement organisé le 5 avril 1910.
Il est baptisé en l'honneur de Clinton M. Winkler, un colonel de l'Armée des États confédérés,, puis juge auprès de la Cour d'appel du Texas.

## Géographie
Le comté de Winkler est situé dans la vallée du Pecos à l'ouest de l'État du Texas, aux États-Unis,. 
Il a une superficie totale de 2 178,8 km2, composée de 2 178,4 km2 de terres et de 0,4 km2 de zones aquatiques.

## Comtés limitrophes
| Comté de Lea    |                  | Comté d'Andrews |
| Comté de Loving | comté de Winkler | Comté d'Ector   |
|                 | Comté de Ward    |                 |

## Démographie
Lors du recensement de 2010, le comté comptait une population de 7 110 habitants. Elle est estimée, en 2017, à 7 574 habitants,.
| Groupes           | Comté de Winkler | Texas | États-Unis |
| ----------------- | ---------------- | ----- | ---------- |
| Blancs            | 73,7             | 70,4  | 72,4       |
| Autres            | 19,8             | 10,6  | 6,4        |
| Métis             | 3,1              | 2,5   | 2,7        |
| Afro-Américains   | 2,2              | 11,9  | 12,6       |
| Amérindiens       | 1,0              | 0,7   | 0,9        |
| Asiatiques        | 0,2              | 3,8   | 4,8        |
| Total             | 100              | 100   | 100        |
|                   |                  |       |            |
| Latino-Américains | 53,8             | 37,6  | 16,7       |

Pyramide des âges du comté de Winkler.

Selon l'American Community Survey, pour la période 2011-2015, 58,74 % de la population âgée de plus de 5 ans déclare parler anglais à la maison, alors que 40,82 % déclare parler l’espagnol et 0,43 % le coréen.